# Excatedral de San Patricio (Nueva York)
La antigua basílica catedral de San Patricio (del inglés: Basilica of Saint Patrick's Old Cathedral) es una iglesia localizada entre las calles Prince y Houston, en el barrio de NoLIta, Nueva York. Fue la sede de la arquidiócesis de Nueva York hasta la apertura de la nueva catedral de San Patricio en 1879. Hoy en día es una iglesia parroquial.

## Historia
La construcción de esta iglesia empezó el 8 de junio de 1809. Diseñada por Joseph-François Mangin (arquitecto del Ayuntamiento de Nueva York), terminó el 14 de mayo de 1815 tras casi seis años de construcción. Las dimensiones de ia Iglesia son 36,5 x 24,.3 m y 25,9 metros de altura. En 1866, durante la construcción, la nueva catedral sufrió un incendio que la llevó a una restauración ejecutada por el arquitecto Henry Engelbert y en 1868 fue reabierta. Desde 1879 empezó a ser una iglesia parroquial, residiendo el sacerdote en la antigua Casa de Bishop en la calle Mulberry # 263. Hoy incluye The Most Holy Cross Church, sirviendo a la comunidad de residentes asiáticos al final del siglo XX, poniendo la iglesia en el límite del Chinatown.
En la iglesia se celebran misas en español y en inglés. Originalmente era un punto del desfile del Día de San Patricio, que se ha trasladado al Uptown para pasar a la nueva catedral. En 1977 fue añadida al Registro Nacional de Lugares Históricos y el 17 de marzo de 2010 fue declarada Basílica Menor por el papa Benedicto XVI.

## En la cultura popular
La iglesia ha aparecido en varias películas:
- La escena del bautismo de la película El padrino.
- También aparece en El padrino III cuando Michael Corleone recibe un honor en la misma.
- En Mean Streets aparece el cementerio amurallado de la catedral.

## Observaciones
- Este artículo fue creado a partir de la traducción de la Wikipedia en inglés.